# Eléctrico FC (baloncesto)
El Eléctrico FC  es un equipo de baloncesto portugués, con sede en la ciudad de Ponte de Sor, que compite en la ProLiga, la segunda división de su país. Disputa sus partidos en el Pavilhão Municipal Ponte de Sor. es la sección de baloncesto del Eléctrico FC.

## Posiciones en liga
- 2008 - (CNB1)
- 2009 - (7-Proliga)
- 2010 - (4-Proliga)
- 2011 - (8-Proliga)
- 2012 - (5-Proliga)
- 2013 - (3-Proliga)
- 2014 - (3-Proliga)
- 2015 - (2-Proliga)
- 2016 - (10-LPB)
- 2017 - (10)
- 2018 - (12)
- 2019 - (6-Proliga)
- 2020 - (9-Proliga)
- 2021 - (3-Proliga)
- 2022 - (5-Proliga)

## Palmarés
- Subcampeón Proliga -  2015
- Campeón Troféu António Pratas (Proliga) -  2013
- Subcampeón Troféu António Pratas (Proliga) -  2008, 2011

## Jugadores destacados
| - Emilio Barros - Edson Ferreira - Miguel Gonzaga - Benedito Suca - Denis Neves - Inacio Fernandes - Dani Arcau - Jorge Afonso | - Pedro Afonso - Tiago Brito - Aylton Medeiros - André Ruivo - / Danilson Vieira - / Laverne Evans |